# Liste de peintures d'Albert Baertsoen
Cette page est une liste de peintures Albert Baertsoen, peintre belge impressionniste (1866-1922).

## Débuts
| Image | Thème   | Titre                                                 | Date      | Technique                   | Dimensions     | Lieu de Conservation                   | Référence                                     |
| ----- | ------- | ----------------------------------------------------- | --------- | --------------------------- | -------------- | -------------------------------------- | --------------------------------------------- |
|       | Paysage | L'Escaut à Doel                                       | 1886-1889 | huile sur panneau           | 37 × 54 cm     | Musée des Beaux-Arts de Gand           | Muséeconsulté le 9 décembre 2024              |
|       | Paysage | Vue des environs de Termonde                          | 1887      | huile sur toile             | 171 × 186 cm   | Musée des Beaux-Arts de Gand           | Muséeconsulté le 5 décembre 2024              |
|       | Paysage | Effet de lumière sur la mer                           | 1888 vers | huile sur toile             | 38 × 56 cm     | Musée des Beaux-Arts de Gand           | Muséeconsulté le 5 décembre 2024              |
|       | Paysage | Coin de plage, temps gris (Vue sur la mer à La Panne) | 1888 vers | huile sur toile             | 50 × 79 cm     | Musée des Beaux-Arts de Gand           | Muséeconsulté le 9 décembre 2024              |
|       | Paysage | Effet de lumière sur la mer                           | 1888 vers | huile sur toile             | 38 × 57 cm     | Musée des Beaux-Arts de Gand           | Muséeconsulté le 9 décembre 2024              |
|       | Paysage | Sur la Tamise Salon de Bruxelles de 1890              | 1890      | huile sur toile             |                |                                        | Art Moderne                                   |
|       | Paysage | Neige, l'après-midi (Village sous la neige)           | 1892      | huile sur toile             | 36 × 60 cm     | Musée des Beaux-Arts de Gand           | Muséeconsulté le 9 décembre 2024              |
|       | Paysage | L'Église de Mariakerke (Ostende)                      | 1892      | huile sur panneau           | 31 × 40 cm     | Musée des Beaux-Arts de Gand           | Muséeconsulté le 9 décembre 2024              |
|       | Paysage | L'Église des dunes de Mariakerke                      | 1891 vers | huile sur toile             | 145 × 209 cm   | Collection privée, Vente 2010          | Artnetconsulté le 9 décembre 2024             |
|       | Paysage | Sint Anna ter Muiden, fin d’été                       | 1892 vers | huile sur toile             | 65 × 95 cm     | Collection privée                      | Catalogue raisonnéconsulté le 9 décembre 2024 |
|       | Paysage | Nuages au-dessus de la mer                            | 1895 vers | huile sur toile             | 33 × 30 cm     | Musée des Beaux-Arts de Gand           | Muséeconsulté le 5 décembre 2024              |
|       | Paysage | Vieux Canal flamand                                   | 1895      | huile sur toile             | 55 × 78 cm     | Musée d'Orsay, Paris                   | Muséeconsulté le 9 décembre 2024              |
|       | Paysage | Matin de neige en Flandres. Cordiers sur les remparts | 1895      | huile sur toile             | 136 × 184 cm   | Musée des Beaux-Arts de Gand           | Muséeconsulté le 5 décembre 2024              |
|       | Paysage | Le Speelmansrei à Bruges                              | 1895      | huile sur toile             | 131 × 158 cm   | Musée Groeninge, Bruges                | Balatconsulté le 9 décembre 2024              |
|       | Paysage | Soir à l'asile à Gand                                 | 1896      | huile sur toile             | 88 × 120 cm    | Collection privée, Vente 2014          | Artnetconsulté le 5 décembre 2024             |
|       | Paysage | En Hollande                                           | 1896 vers | pastel sur papier           |                | Collection privée                      | Catalogue raisonnéconsulté le 9 décembre 2024 |
|       | Paysage | Le Béguinage de Courtrai                              | 1897      | pastel sur papier           | 60 × 80 cm     | Collection privée, vente 2002          | Artnetconsulté le 5 décembre 2024             |
|       | Paysage | Petite Place en Flandre                               | 1897      | huile sur toile             | 109 × 183 cm   | Musée royal des Beaux-Arts d'Anvers    | Muséeconsulté le 5 décembre 2024              |
|       | Paysage | Soir sur l'Escaut                                     | 1897 vers | huile sur toile             | 187 × 301 cm   | Collection privée, Vente 2012          | Artnetconsulté le 5 décembre 2024             |
|       | Paysage | Maisons au bord du canal, Hollande                    | 1898-1899 | huile sur toile             | 108 × 1 731 cm | Collection privée, vente 2017          | Artnetconsulté le 9 décembre 2024             |
|       | Paysage | Petite Cour en Flandre au crépuscule                  | 1899      | huile sur toile             | 141 × 108 cm   | Musée d'Orsay, Paris                   | Muséeconsulté le 5 décembre 2024              |
|       | Paysage | Chalands sous la neige                                | 1901      | pastel sur toile puis huile | 140 × 192 cm   | Musée royal de Bruxelles               | Muséeconsulté le 5 décembre 2024              |
|       | Paysage | Le Dégel à Gand                                       | 1902 vers | huile sur toile             | 118 × 167 cm   | Musée des Beaux-Arts de Gand           | Muséeconsulté le 5 décembre 2024              |
|       | Paysage | Gand, dégel                                           | 1902      | huile sur toile             | 139 × 165 cm   | Musée d'Orsay, Paris                   | Muséeconsulté le 5 décembre 2024              |
|       | Paysage | Gand le soir                                          | 1903      | huile sur toile             | 151 × 155 cm   | Musée royal de Bruxelles               | Muséeconsulté le 5 décembre 2024              |
|       | Paysage | Région industrielle, Tilleur-Liège                    | 1905-1907 | huile sur toile             | 109 × 120 cm   | Collection privée, vente 2006          | Artnetconsulté le 9 décembre 2024             |
|       | Paysage | Chaland sur la Meuse                                  | 1907-1908 | huile sur toile             | 40 × 46 cm     | Musée des Beaux-Arts de Gand           | Muséeconsulté le 5 décembre 2024              |
|       | Paysage | Nuit sur le canal, reflets Salon de Bruxelles de 1910 | 1910      | huile sur toile             |                |                                        | Journal de Bruxelles                          |
|       | Paysage | Soir sur les quais, Gand                              | 1912      | huile sur toile             | 135 × 190 cm   | Musée royal de Bruxelles               | Muséeconsulté le 5 décembre 2024              |
|       | Paysage | Bankside. Effet de pluie, Londres                     | 1916      | huile sur toile             | 114 × 109 cm   | Collection privée                      | Artnetconsulté le 5 décembre 2024             |
|       | Paysage | Vue sur le Hungerford bridge à Londres                | 1918      | huile sur toile             | 88 × 120 cm    | Collection privée, Vente 2012          | Artnetconsulté le 10 décembre 2024            |
|       | Paysage | Le Vieux Sas sur l'Escaut                             | 1920      | huile sur toile             | 120 × 85 cm    | Musée des Beaux-Arts de Gand           | Muséeconsulté le 9 décembre 2024              |
|       | Paysage | Les Toits de Gand (inachevé)                          | 1920-1922 | huile sur toile             |                | Collection privée                      | Bridgeman Imagesconsulté le 9 décembre 2024   |
|       | Paysage | Ferme flamande, le soir                               |           | huile sur toile             |                | Gray (Haute-Saône), musée Baron-Martin | Ouvrage                                       |